# Zámecký pramen (Karlovy Vary)
Zámecký pramen byl objeven v roce 1769 pod Zámeckou věží na Tržišti v centru Karlových Varů a poprvé zachycen roku 1797. Je vyveden do dvou pramenních váz. Jedna je umístěna na Tržní kolonádě, kde pramen o teplotě 51 °C vyvěrá s označením karlovarského minerálního pramene číslo tři pod názvem Zámecký dolní. Druhý se nachází na vyvýšené Zámecké kolonádě pod číslem čtyři a názvem Zámecký horní, má teplotu 49,8 °C.

## Historie
Po objevení na Tržišti v roce 1769 v historickém centru města sloužil pramen nejprve k napájení dobytka a děti si u jeho vývěru koupaly nohy. Když roku 1784 přišla mrazivá zima a všechny studny zamrzly, byl tento teplý pramen rozveden do veřejných kašen. Po čase byly na rozvodech zaznamenány usazeniny, což přimělo karlovarského lékaře Dr. Davida Bechera k provedení rozboru pramene, při kterém zjistil, že Zámecký pramen má stejné složení jako Vřídlo. (Rozbory Dr. Bechera byly první chemické analýzy pramenů, které po odborné stránce odpovídaly i dnešním měřítkům. Právě on také dokázal jednotné chemické složení karlovarských minerálních pramenů.)
Roku 1797 byl pramen na naléhání pacientů poprvé zachycen. Tehdy vyvěral v úrovni o 14 metrů vyšší než Vřídlo. V souvislosti s výbuchem Vřídla se 2. září 1809 vývěr Zámeckého pramene ztratil a znovu se objevil až o 14 let později 15. října 1823. V roce 1830 vznikla nad pramenem první kolonáda, která byla v letech 1910–1912 nahrazena novou secesní Zámeckou kolonádou. Do prostoru výše položené části objektu byl tehdy vyveden nový vývěr Zámeckého pramene s označením „horní“.
Začátkem 21. století došlo k přestavbě okolí Zámeckého pramene. Roku 1912 byla podle projektu Friedricha Ohmanna postavena Zámecká kolonáda a na ni navazující lázeňský komplex Zámecké lázně ve stylu geometrické secese.
Při této přestavbě byl veřejnosti znepřístupněn skalní reliéf ze železitého pískovce, pověstný Duch pramenů od sochaře Wenzela Hejdy z Vídně. Je k vidění pouze pro klienty Zámeckých lázní. Též stavbou uzavřený Zámecký pramen dolní musel být následně pro veřejnost přiveden do dostupného prostoru Tržní kolonády.

## Údaje
Jedná se o jeden pramen, který je sveden do dvou různých míst. Vzhledem k různým nadmořským výškám vývěrů a k fyzikálním zákonitostem mají oba prameny jinou teplotu i různý obsah CO2.
V minulosti, a platí to i dnes, sloužil jako citlivý indikátor stavu zřídelní struktury.
Pramen číslo 3. – Zámecký dolní
Objeven: 1769
Prvně zachycen: 1797
Teplota: 51 °C
Vydatnost: 1,1 l/min
Obsah CO2: 600 mg/l
Místo vývěru: Tržní kolonáda
Přístupnost: volně přístupný
Pramen číslo 4. – Zámecký horní
Objeven: 1769
Prvně zachycen: 1797
Teplota: 49,8 °C
Vydatnost: 1,5 l/min
Obsah CO2: 600 mg/l
Místo vývěru: Zámecká kolonáda
Přístupnost: volně přístupný

## Fotogalerie

Zámecký dolní pramen na Tržní kolonádě
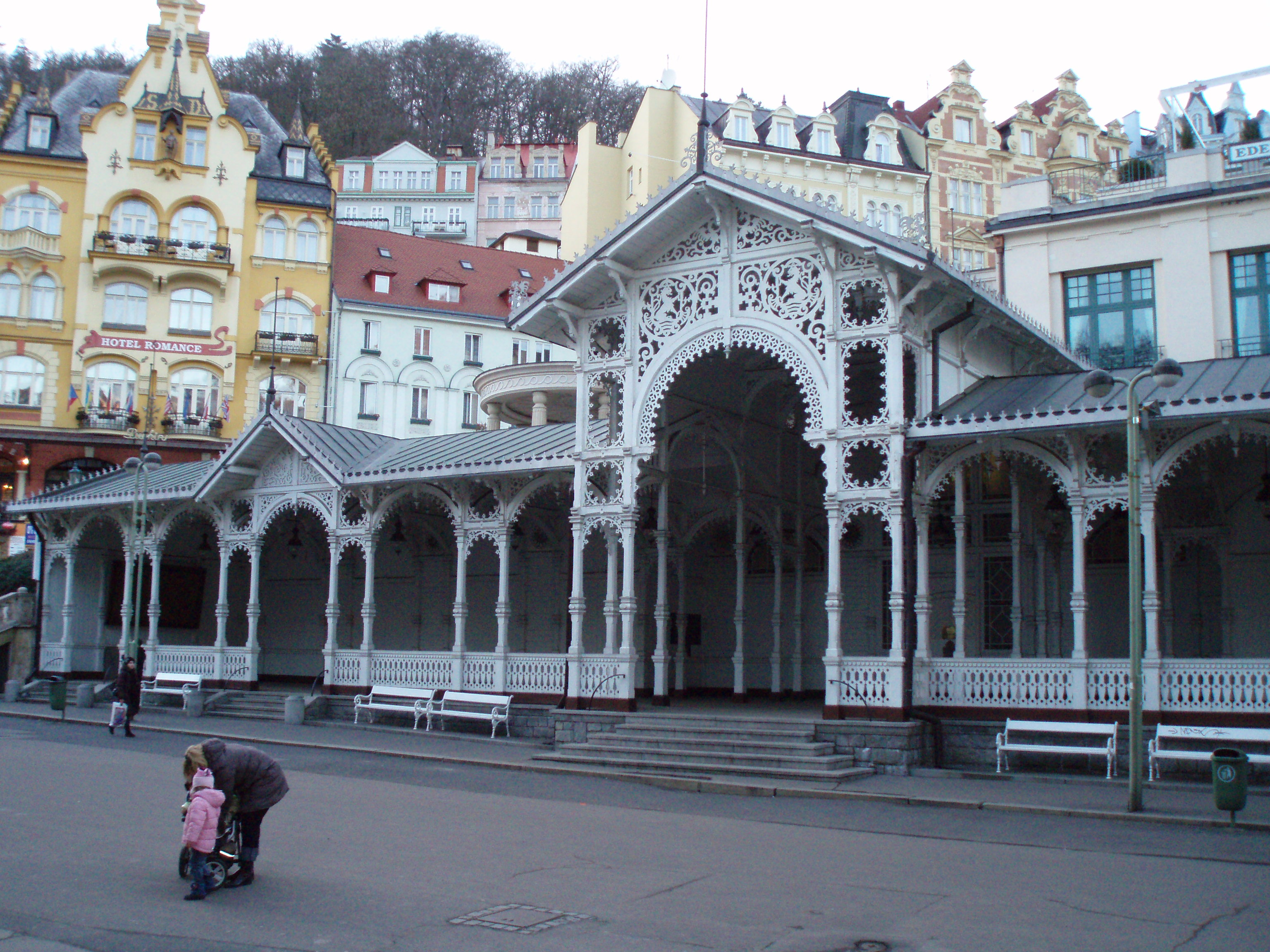
leden 2008
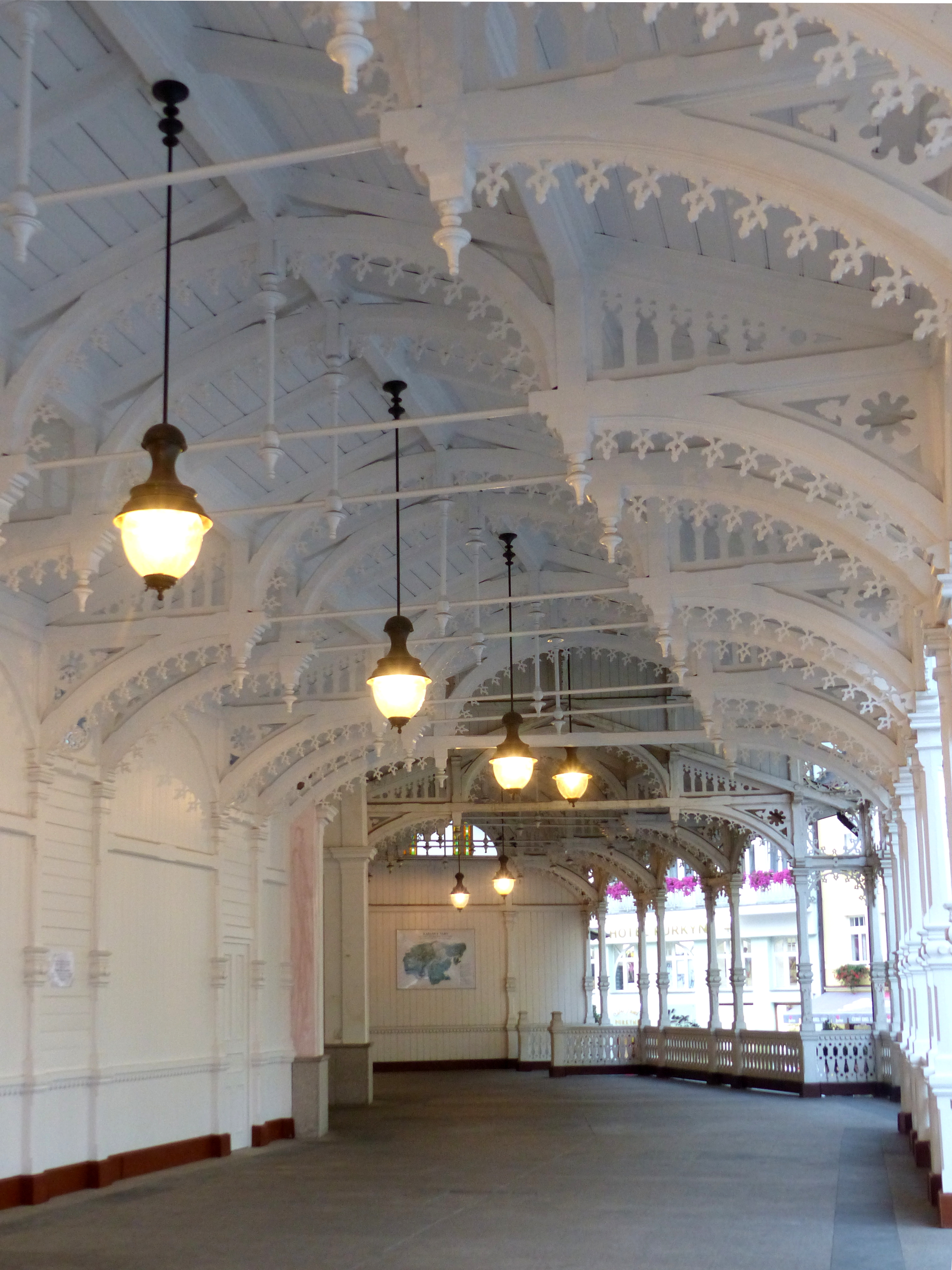
duben 2019
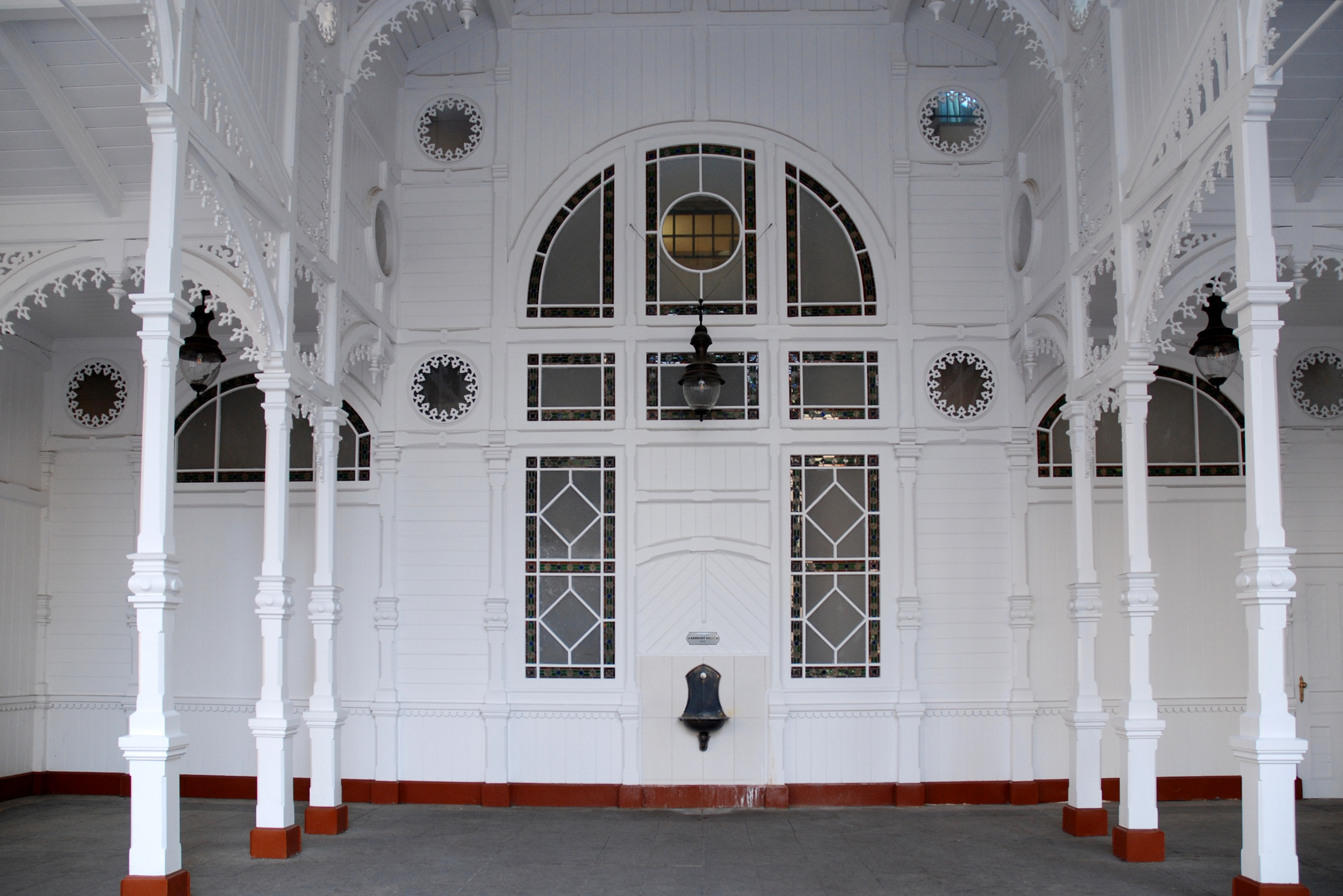
duben 2019
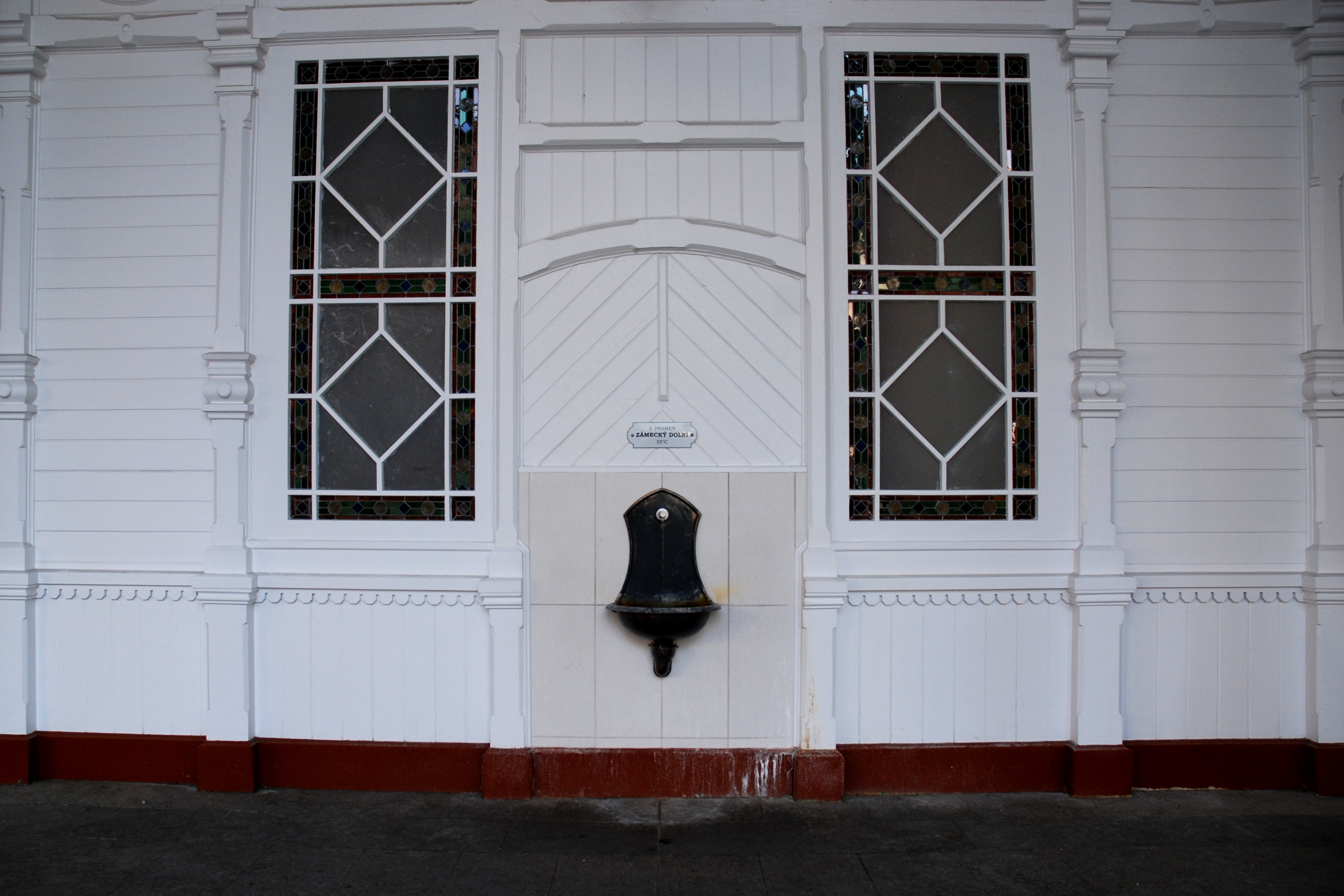
duben 2019
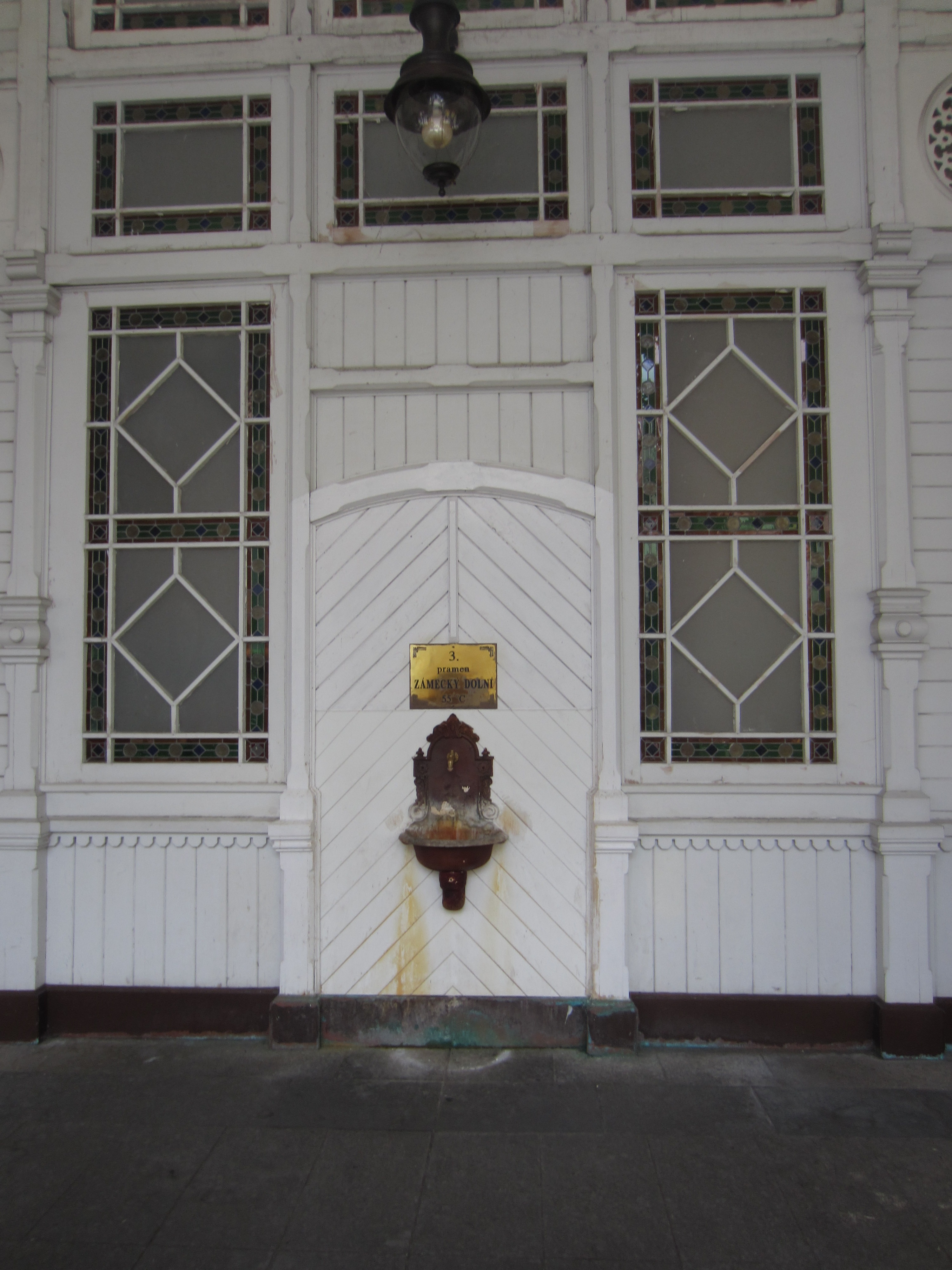
srpen 2014
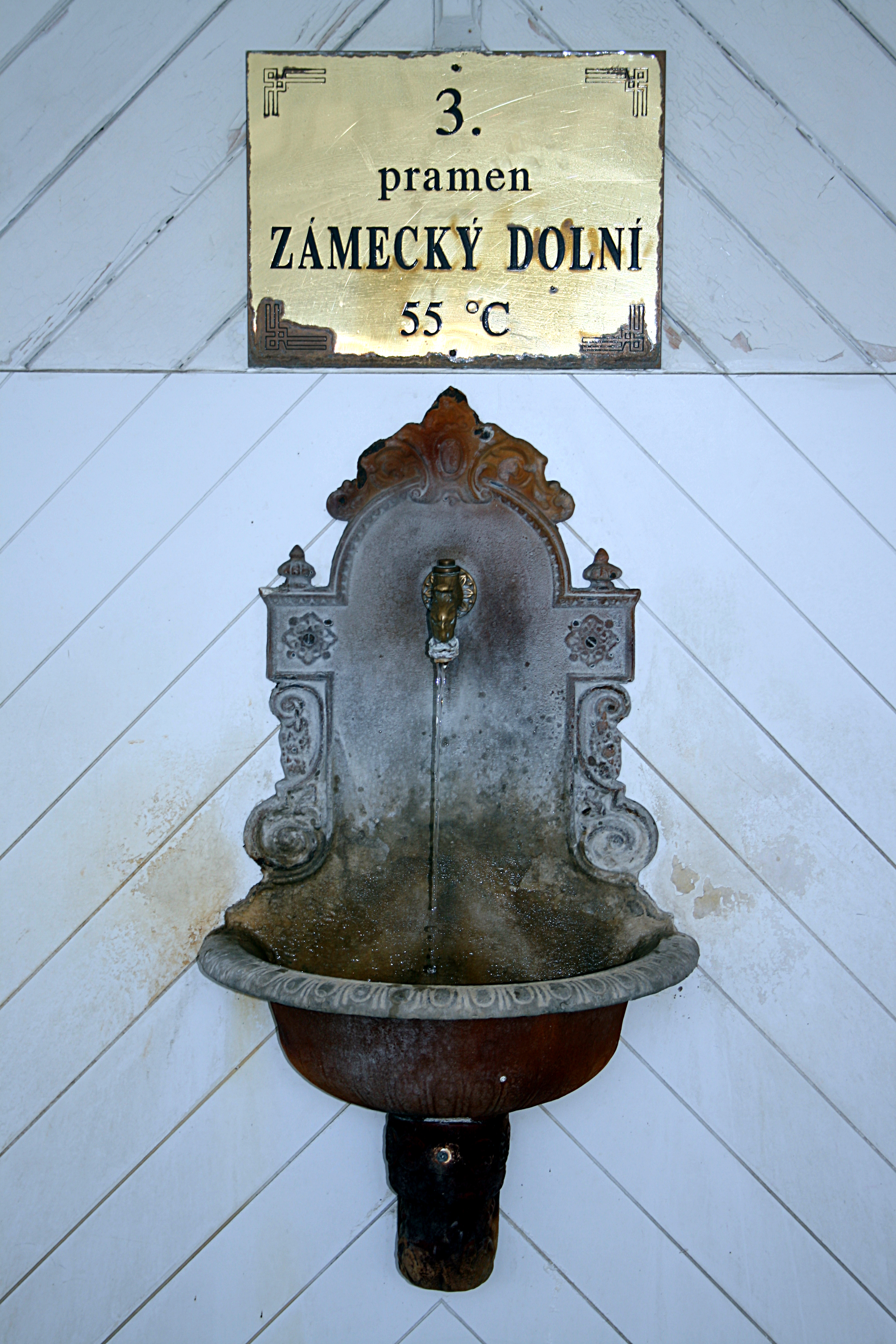
červenec 2008

Zámecký horní pramen na Zámecké kolonádě
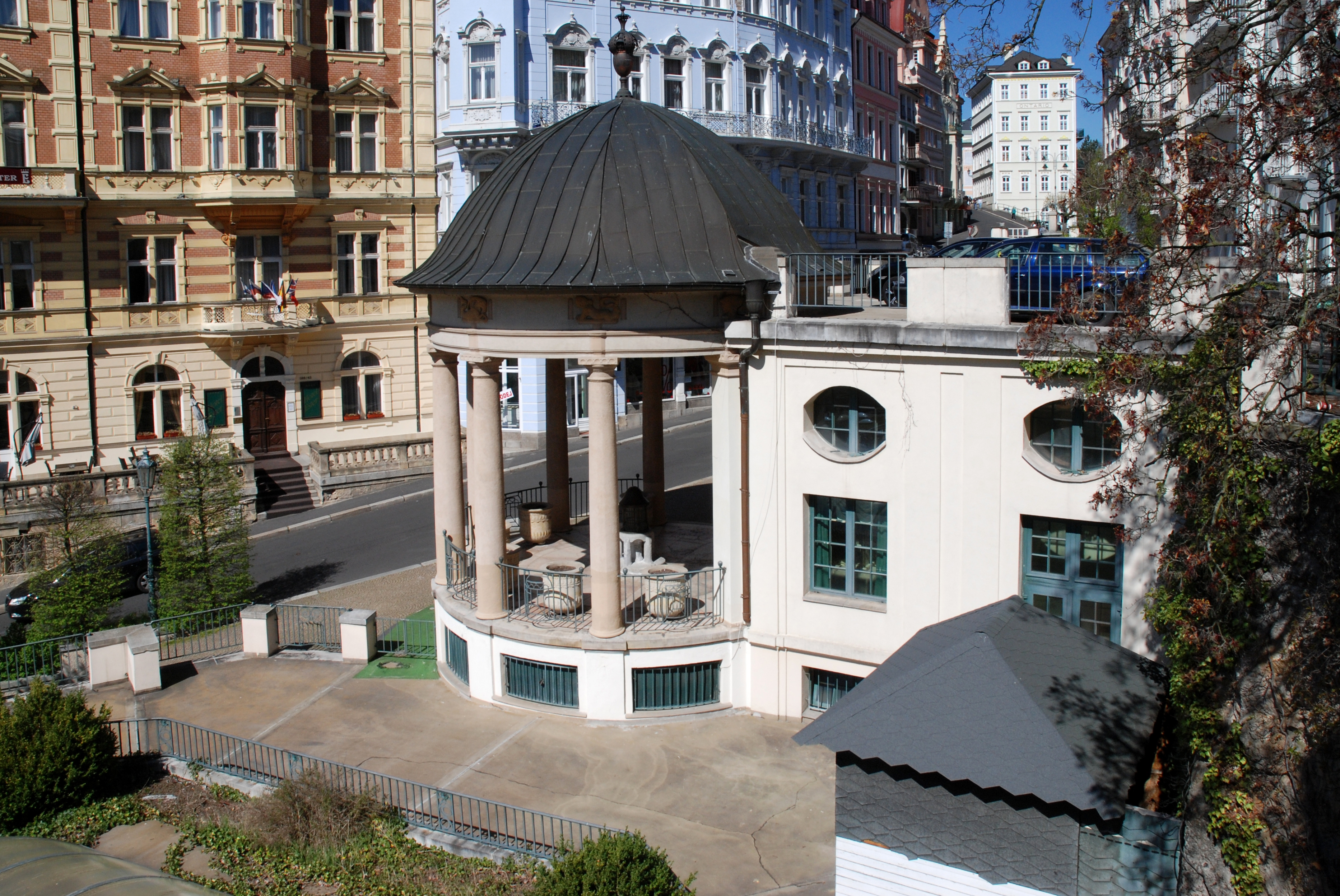
duben 2019
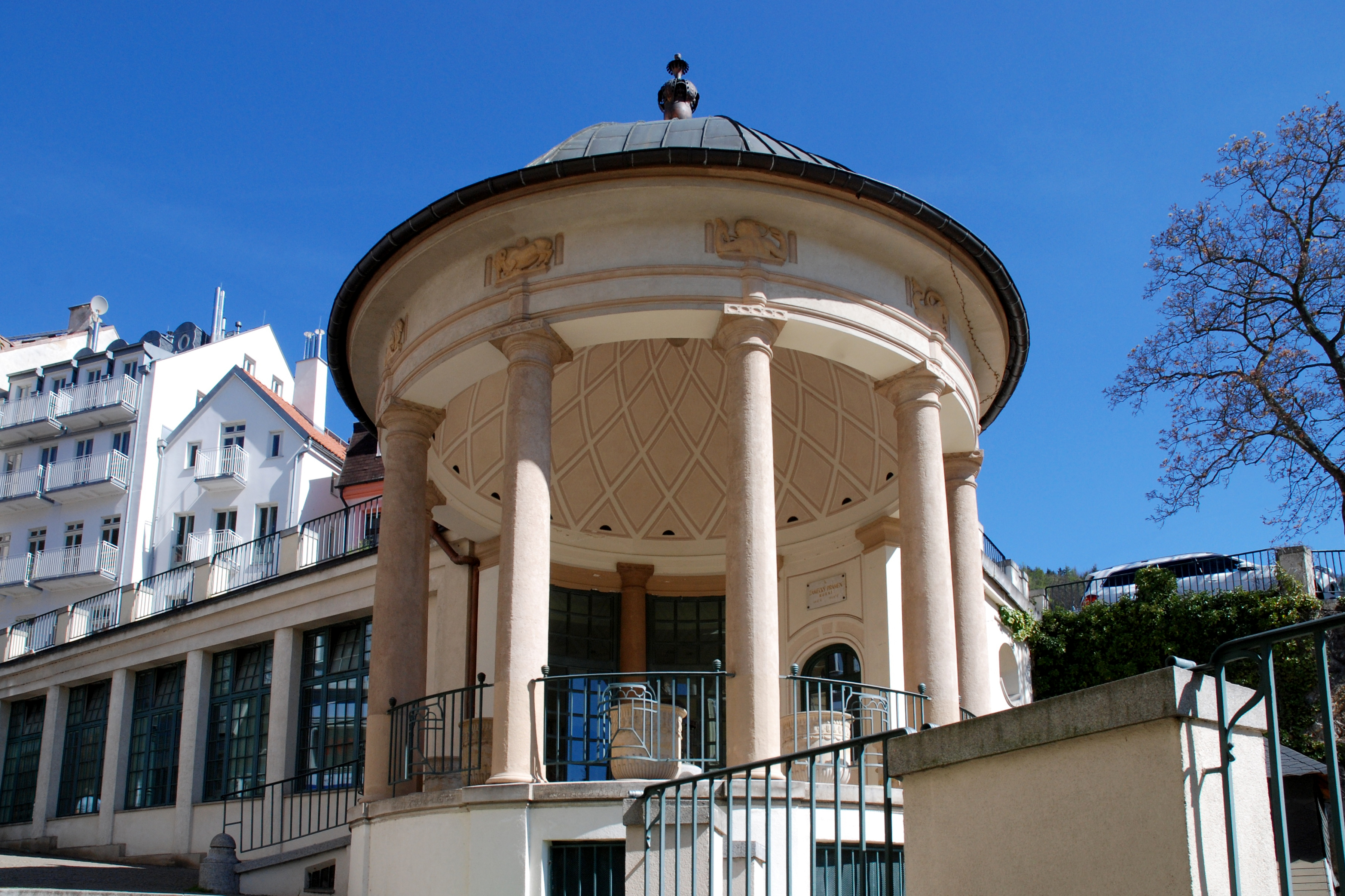
duben 2019
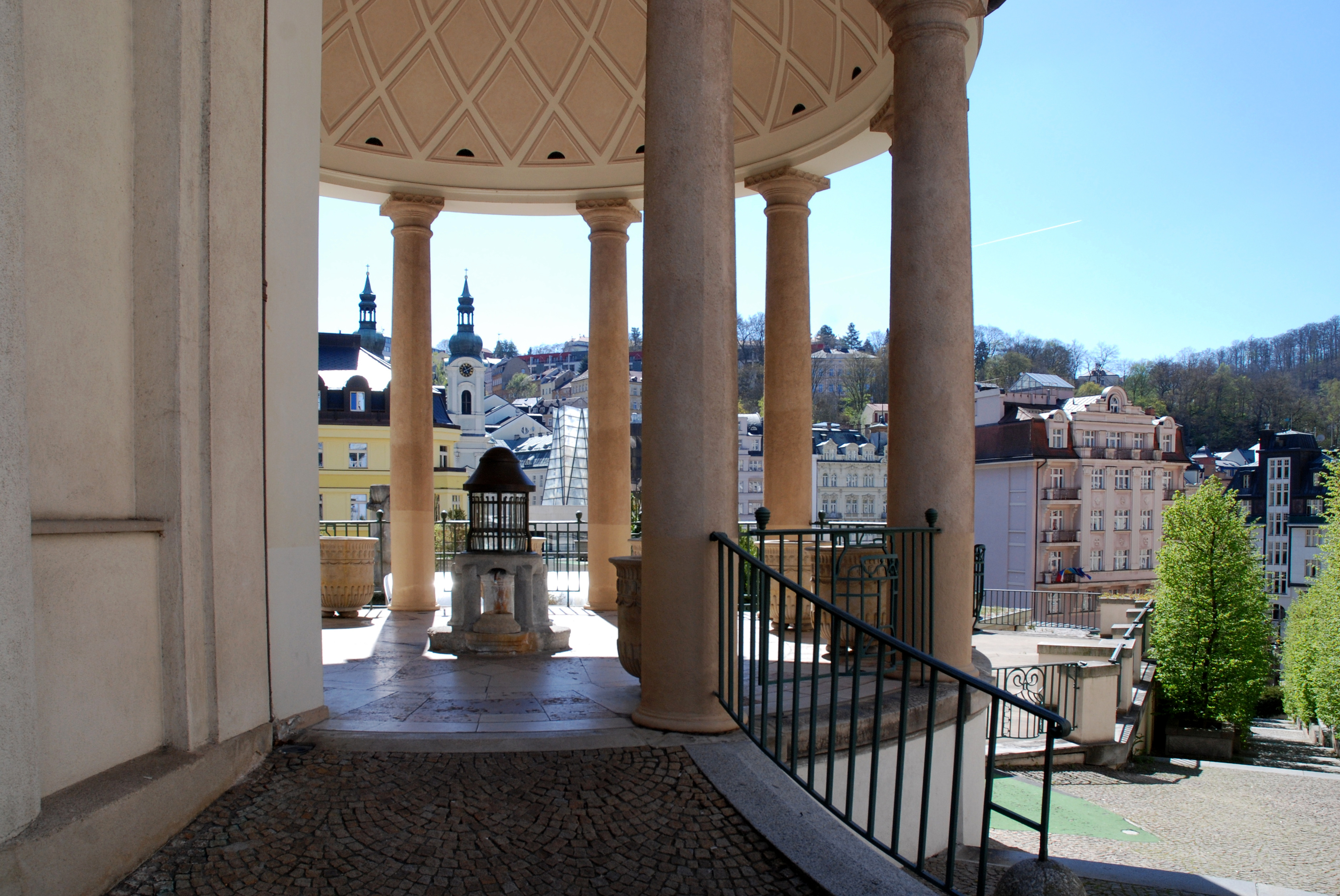
duben 2019
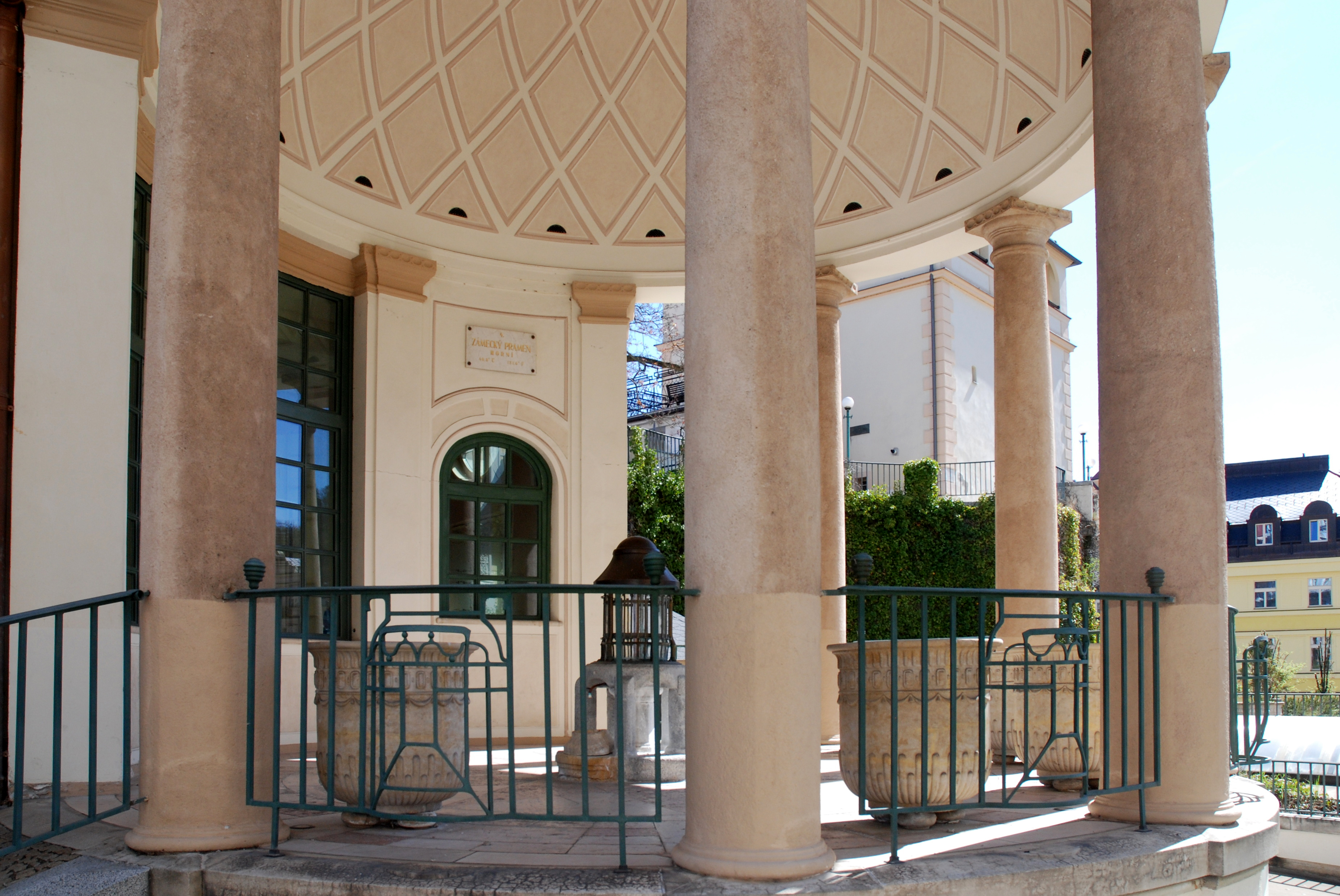
duben 2019
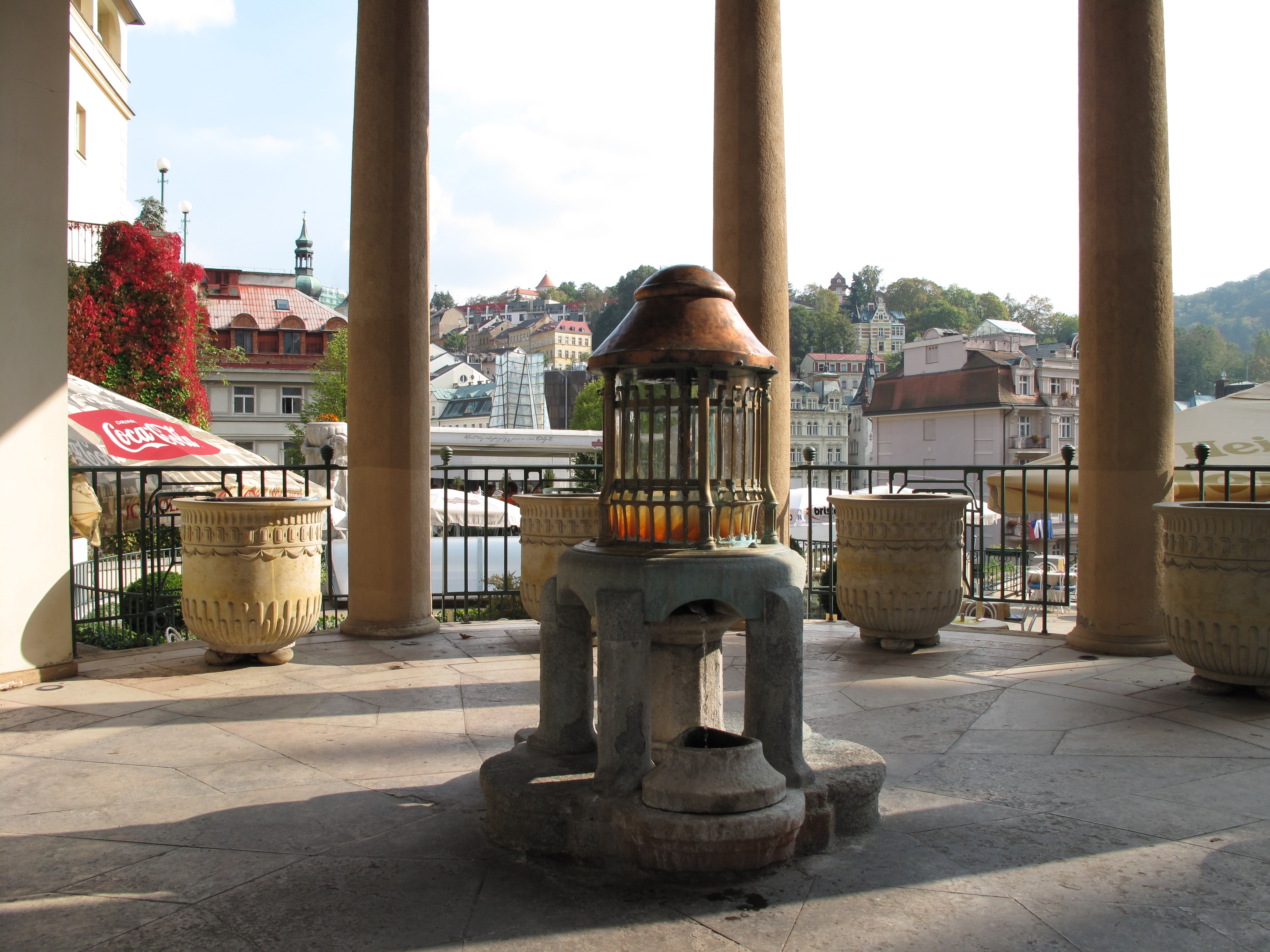
září 2009
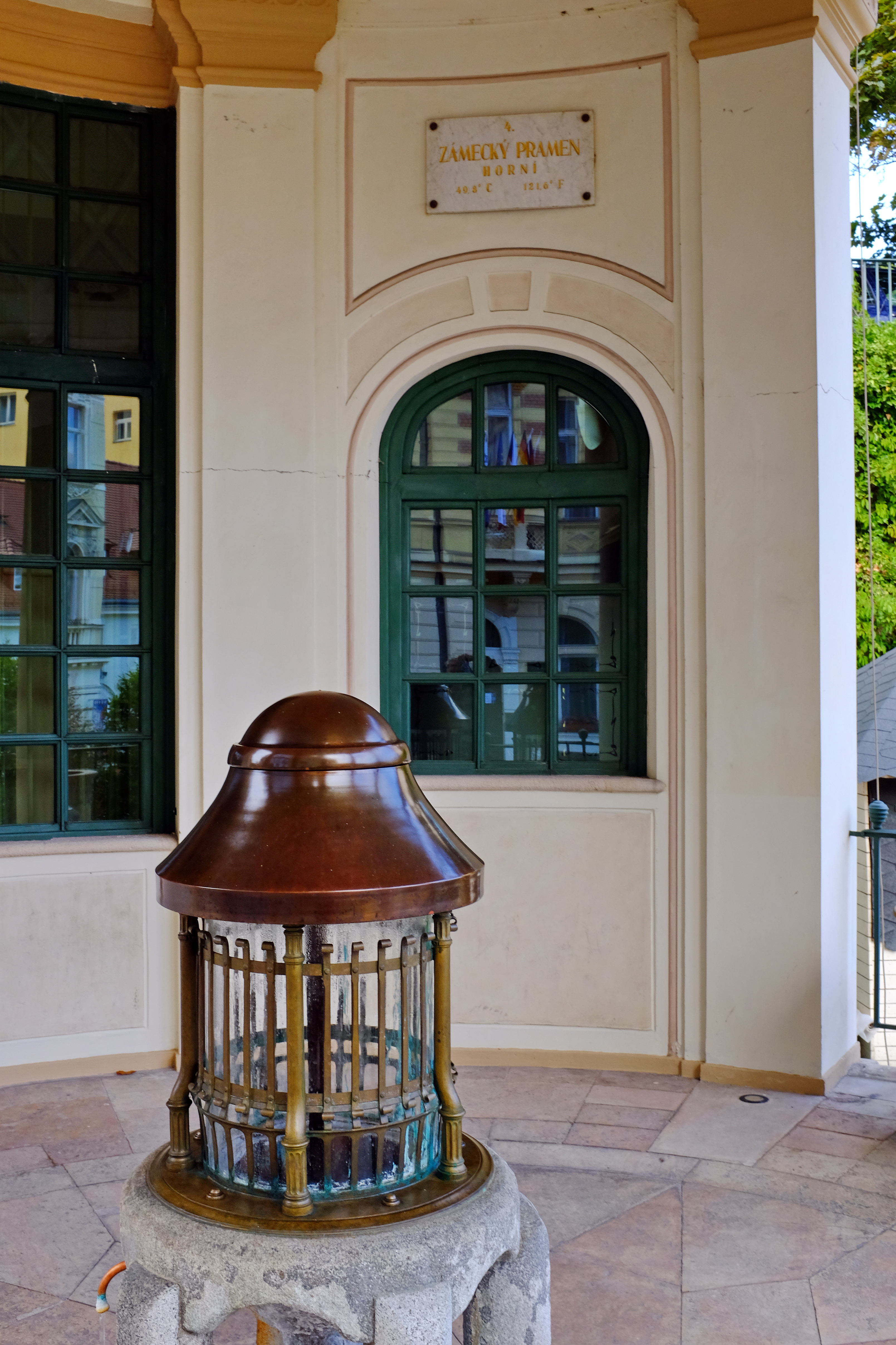
srpen 2017
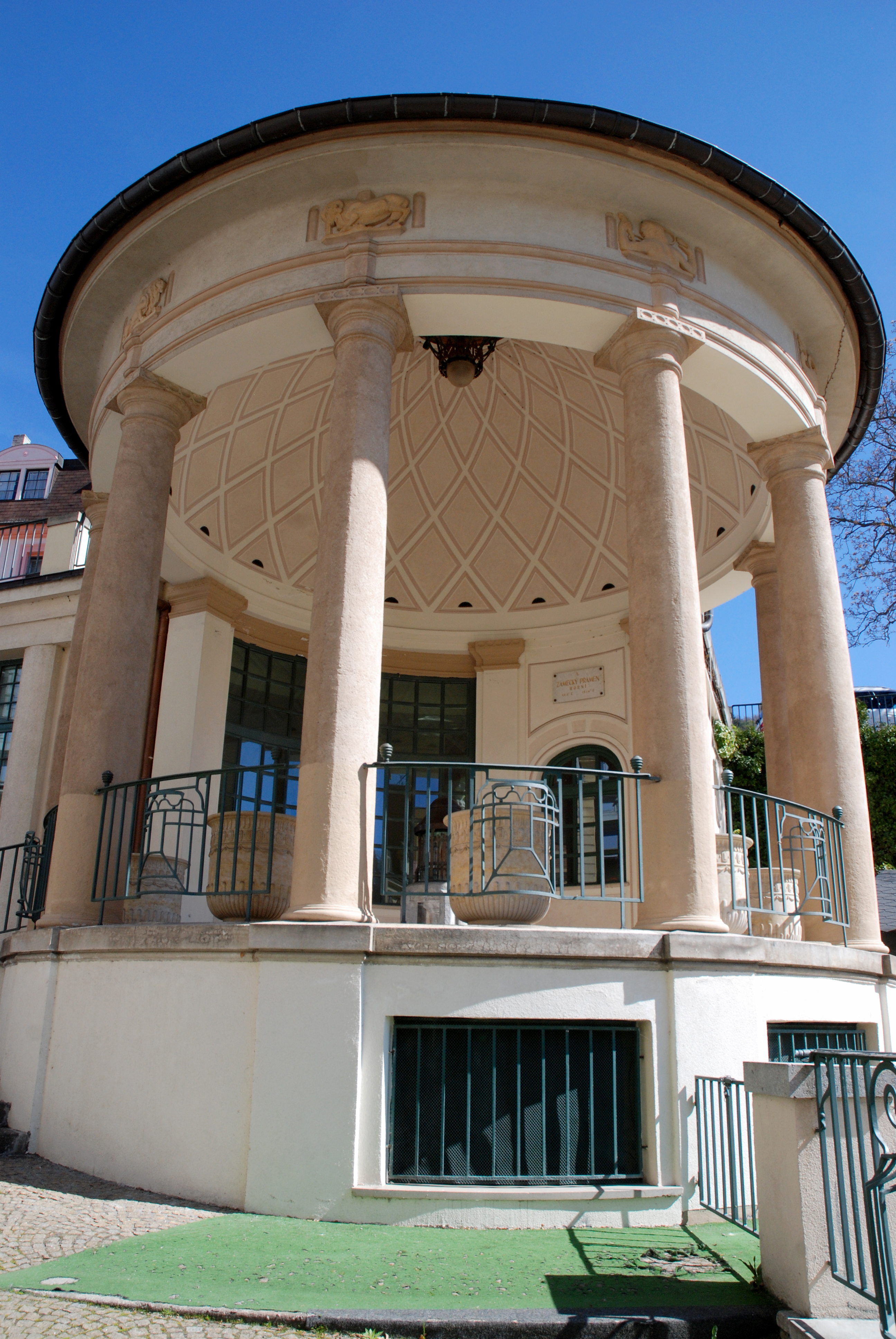
duben 2019
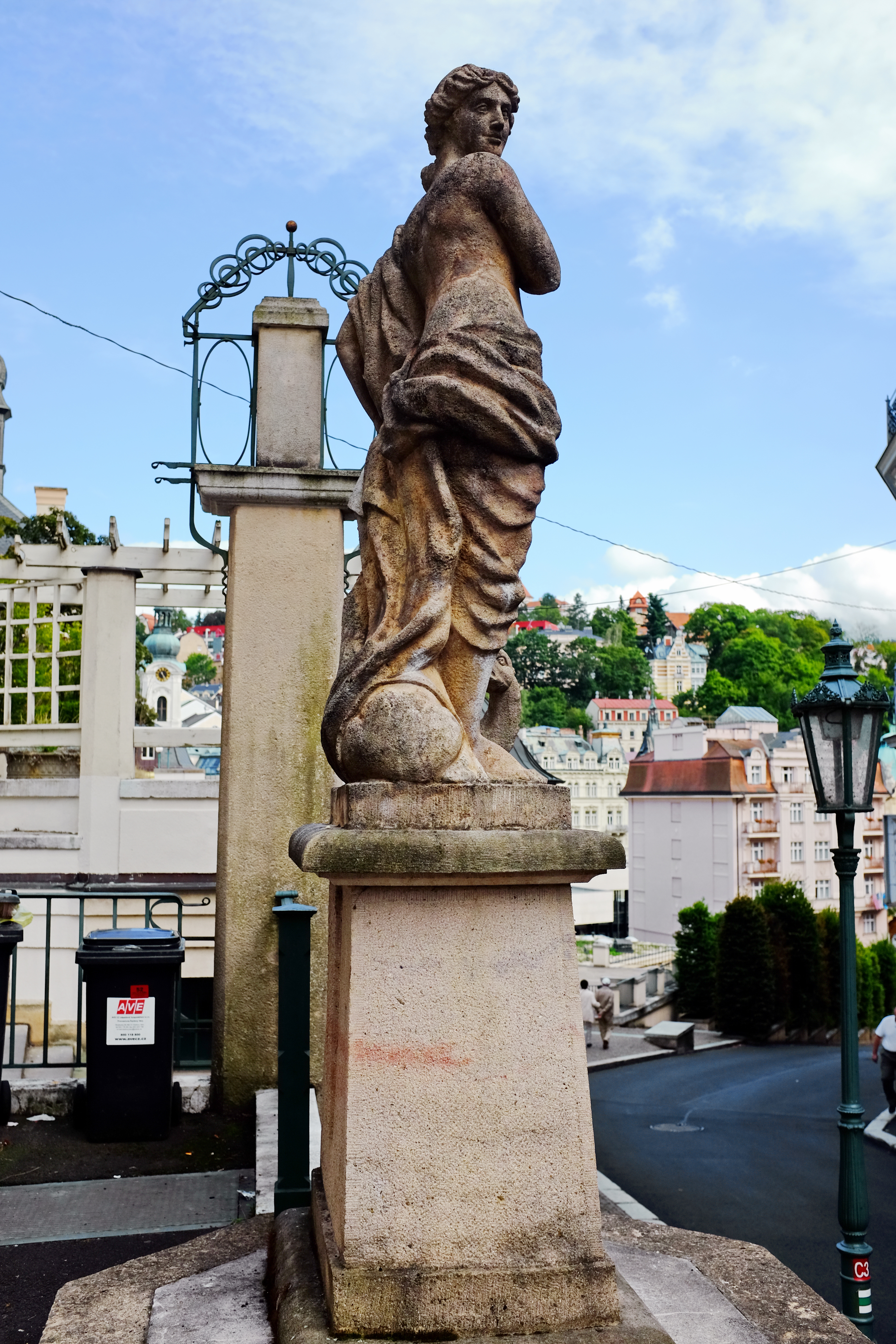
srpen 2017